# Synagogenbezirk Cochem
Der Synagogenbezirk Cochem mit Sitz in Cochem, heute die Kreisstadt des rheinland-pfälzischen Landkreises Cochem-Zell, wurde nach dem Preußischen Judengesetz von 1847 geschaffen.
Der Synagogenbezirk umfasste die jüdischen Gemeinden in Cochem, Binningen und Bruttig.